# Isle of Man TT 1954
Isle of Man TT 1954 je bila druga dirka motociklističnega prvenstva v sezoni 1954. Potekala je na dirkališču Isle of Man.

## Razred 500 cm3
| Poz | Dirkač        | Moštvo  | Hitrost   | Čas       |
| --- | ------------- | ------- | --------- | --------- |
| 1   | Alistair King | BSA     | 85.76 mph | 1:45.36.0 |
| 2   | J.B.Denton    | BSA     | 85.69 mph | 1:45.41.6 |
| 3   | Ewan Haldane  | BSA     | 85.26 mph | 1:46.12.2 |
| 4   | Tony A. Ovens | Triumph | 84.47 mph | 1:46.42.2 |
| 5   | M.R.Baigent   | BSA     | 84.74 mph | 1:46.51.8 |
| 6   | Percy Tait    | BSA     | 84.58 mph | 1:47.05.0 |
| 7   | Dave Chadwick | Norton  | 83.20 mph | 1:47.05.0 |
| 8   | Eric Cheers   | Triumph | 76.53 mph | 1:58.20.0 |
| 9   | L.R.King      | Triumph | 82.92 mph | 1:50.17.2 |
| 10  | Eddie Dow     | BSA     | 81.40 mph | 1:50.33.0 |

## Razred 350 cm3
| Poz | Dirkač        | Država              | Moštvo | Hitrost   | Čas       | Točke |
| --- | ------------- | ------------------- | ------ | --------- | --------- | ----- |
| 1   | Rod Coleman   | Nova Zelandija      | AJS    | 91.51 mph | 2:03.41.8 | 8     |
| 2   | Derek Farrant | Združeno kraljestvo | AJS    | 90.14 mph | 2:05.35.0 | 6     |
| 3   | Bob Keeler    | Združeno kraljestvo | Norton | 90.03 mph | 2:04.43.6 | 4     |
| 4   | Leo T Simpson | Nova Zelandija      | AJS    | 89.17 mph | 2:06.58.8 | 3     |
| 5   | P.A.Davey     | Združeno kraljestvo | Norton | 88.13 mph | 2:08.26.4 | 2     |
| 6   | J.R.Clark     | Združeno kraljestvo | AJS    | 90.49 mph | 2:08.26.4 | 1     |

## Razred 250 cm3
| Poz | Dirkač              | Država              | Moštvo     | Hitrost   | Čas       | Točke |
| --- | ------------------- | ------------------- | ---------- | --------- | --------- | ----- |
| 1   | Werner Haas         | Nemčija             | NSU        | 90.88 mph | 1:14.44.4 | 8     |
| 2   | Rupert Hollaus      | Avstrija            | NSU        | 89.99 mph | 1:15.28.6 | 6     |
| 3   | Reg Armstrong       | Združeno kraljestvo | NSU        | 89.92 mph | 1:15.31.8 | 4     |
| 4   | Hermann Paul Müller | Nemčija             | NSU        | 88.87 mph | 1:16.25.6 | 3     |
| 5   | Fergus Anderson     | Združeno kraljestvo | Moto Guzzi | 86.48 mph | 1:18.32.2 | 2     |
| 6   | Hans Baltisberger   | Nemčija             | NSU        | 86.46 mph | 1:18.33.6 | 1     |

## Razred 125 cm3
| Poz | Dirkač            | Država              | Moštvo    | Hitrost   | Čas       | Točke |
| --- | ----------------- | ------------------- | --------- | --------- | --------- | ----- |
| 1   | Rupert Hollaus    | Avstrija            | NSU       | 69.57 mph | 1:33.03.4 | 8     |
| 2   | Carlo Ubbiali     | Italija             | MV Agusta | 69.52 mph | 1:37.07.4 | 6     |
| 3   | Cecil Sandford    | Združeno kraljestvo | MV Agusta | 66.35 mph | 1:37.35.8 | 4     |
| 4   | Hans Baltisburger | Nemčija             | NSU       | 65.78 mph | 1:38.25.2 | 3     |
| 5   | Ivor Lloyd        | Kanada              | MV Agusta | 62.68 mph | 1:43.16.6 | 2     |
| 6   | Brian Purslow     | Združeno kraljestvo | MV Agusta | 60.84 mph | 1:46.24.6 | 1     |